# Kolberger Heide
Kolberger Heide är en smal omkring 6 kilometer sandig kuststräcka öster om Kieler Föhrdes mynning i Kielbukten, mellan Barsbeker See i väster, och Schönberger Strand i öster. Utanför Kolberger Heide har stått sjölagen Sjöslaget vid Kolberger Heide 1644 och Sjöslaget i Femer bält 1715.